# Districte de Bourg-en-Bresse
El Districte de Bourg-en-Bresse (en francès arrondissement de Bourg-en-Bresse) és un dels quatre districtes del departament francès de l'Ain, a la regió d'Alvèrnia-Roine-Alps. Té 17 cantons i 201 municipis, el cap cantonal és la prefectura de Bourg-en-Bresse.

## Cantons
cantó de Bâgé-le-Châtel - cantó de Bourg-en-Bresse-Est - cantó de Bourg-en-Bresse-Nord-Centre - cantó de Bourg-en-Bresse-Sud - cantó de Ceyzériat - cantó de Chalamont - cantó de Châtillon-sur-Chalaronne - cantó de Coligny - cantó de Meximieux - cantó de Miribel - cantó de Montluel - cantó de Montrevel-en-Bresse - cantó de Péronnas - cantó de Pont-d'Ain - cantó de Pont-de-Vaux - cantó de Pont-de-Veyle - cantó de Reyrieux - cantó de Saint-Trivier-de-Courtes - cantó de Saint-Trivier-sur-Moignans - cantó de Thoissey - cantó de Treffort-Cuisiat - cantó de Trévoux - cantó de Villars-les-Dombes - cantó de Viriat